# Beierolpium squalidum
Espèce
Synonymes
- Xenolpium squalidum Beier, 1966

Beierolpium squalidum est une espèce de pseudoscorpions de la famille des Olpiidae.

## Distribution
Cette espèce est endémique du Kimberley en Australie-Occidentale.

## Systématique et taxinomie
Cette espèce a été décrite sous le protonyme Xenolpium squalidum par Beier en 1966. Elle est placée dans le genre Beierolpium par Mahnert en 1978.

## Publication originale
- Beier, 1966 : On the Pseudoscorpionidea of Australia. Australian Journal of Zoology, vol. 14, no 2, p. 275-303.